# Devizové rezervy

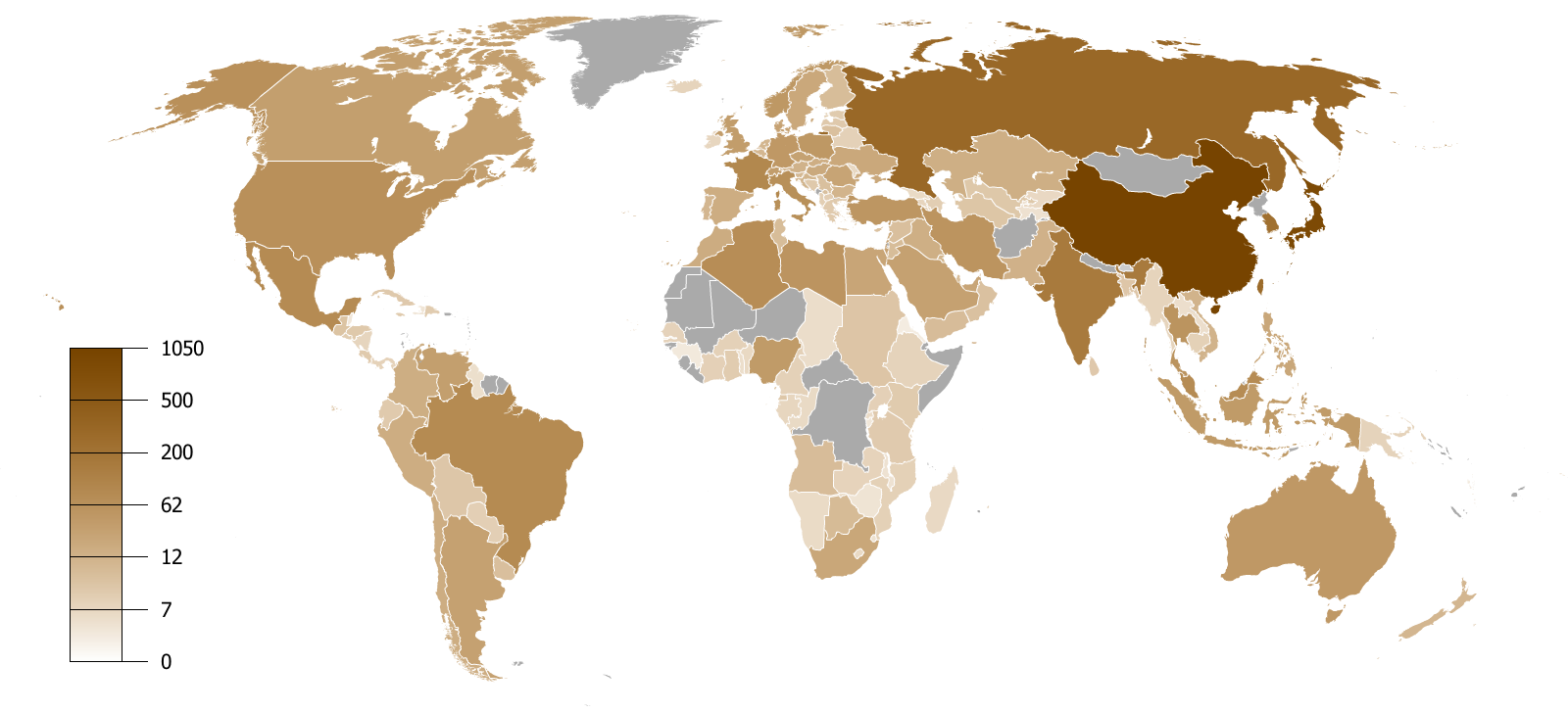
Množství devizových rezerv a zlata v roce 2006

Devizové rezervy jsou v přesném slova smyslu pouze depozita zahraniční měny držené centrálními bankami a finančními institucemi. Termín se však běžně používá i jako označení zlata a rezervních pozic MMF.
Většinou se jedná o dolary, ale v menší míře se vyskytuje i euro, libra či japonský jen.

## Devizové rezervy ČNB
Devizové rezervy České národní banky jsou především v eurech. Jejich výše narostla především během intervencí ČNB proti české koruně od listopadu 2013 do dubna 2017, a to hlavně na konci tohoto období v 1. čtvrtletí roku 2017.
Vývoj devizových rezerv ČNB:
| Datum      | Devizové rezervy (v mil. USD) | Devizové rezervy (v mil. CZK) | Devizové rezervy (v mil. EUR) | Poznámka                   |
| ---------- | ----------------------------- | ----------------------------- | ----------------------------- | -------------------------- |
| 31.01.2022 | 174 283                       | 3 806 355                     | 156 222                       |                            |
| 31.01.2021 | 164 429                       | 3 525 699                     | 135 499                       |                            |
| 31.01.2020 | 148 153                       | 3 379 358                     | 134 048                       |                            |
| 31.01.2019 | 144 034                       | 3 230 239                     | 125 398                       |                            |
| 31.01.2018 | 152 085                       | 3 085 964                     | 122 120                       |                            |
| 30.04.2017 | 136 232                       | 3 355 257                     | 124 638                       | konec intervencí 6. 4.     |
| 31.03.2017 | 131 446                       | 3 323 220                     | 122 946                       |                            |
| 28.02.2017 | 111 857                       | 2 852 025                     | 105 552                       |                            |
| 31.01.2017 | 103 910                       | 2 610 226                     | 96 604                        |                            |
| 31.12.2016 | 85 726                        | 2 197 931                     | 81 345                        |                            |
| 31.01.2016 | 67 892                        | 1 680 996                     | 62 202                        |                            |
| 31.01.2015 | 52 701                        | 1 295 661                     | 46 615                        |                            |
| 31.01.2014 | 56 076                        | 1 140 925                     | 41 488                        |                            |
| 30.11.2013 | 55 621                        | 1 119 267                     | 40 864                        | zahájení intervencí 7. 11. |
| 31.10.2013 | 47 462                        | 894 757                       | 34 788                        |                            |
| 31.01.2013 | 46 187                        | 873 070                       | 34 078                        |                            |
| 31.01.2012 | 40 800                        | 779 725                       | 30 960                        |                            |